# Cobras
Actualités
Cobras, anciennement Corinthians Rugby, est une franchise brésilienne de rugby à XV. Créée en 2019, elle évolue en Súper Rugby Américas. L'équipe est basée à Jacarei, dans l'état de São Paulo.

## Historique

### Corinthians Rugby (2019-2020)
L'équipe est créée en 2019, devenant la première formation professionnelle brésilienne de rugby à XV. L'équipe appartient à la fédération brésilienne, celle-ci empruntant le nom Corinthians au Sport Club Corinthians Paulista, l'un des clubs de football les plus réputés du Brésil.
Pour sa première saison, l'équipe est coachée par Fernando Portugal. L'équipe s'appuie majoritairement sur les Tupis, qui bénéficiaient déjà d'un programme haute-performance. Elle devait jouer son premier match au Stade Bruno-José-Daniel de Santo André, une ville de l'agglomération de São Paulo, mais la pandémie de Covid-19 a eu raison du match et de la première saison de Súperliga Americana de Rugby.

### Cobras (depuis 2021)
Le 4 février 2021, la fédération brésilienne annonce que sa franchise est renommée Cobras (qui signifie serpents en portugais, et ne fait pas référence au cobra tel qu'on l'entend en français). Son nom veut mettre en avant la diversité écologique et culturelle du Brésil, faisant notamment référence à l'omniprésence des serpents dans la mythologique amérindienne, comme Boitatá (pt). La saison 2021 de la Súperliga Americana de Rugby se tenant intégralement en Uruguay et au Chili, l'équipe n'évoluera pas à domicile avant 2022. Pour succéder à Fernando Portugal, qui se concentrera sur la sélection nationale, la fédération brésilienne a embauché l'Argentin Emilio Bergamaschi, ancien entraîneur adjoint des Pumas.
Pour sa première saison complète en 2022, l'équipe ne remporte que trois rencontres et échoue à se qualifier pour la phase finale.
En décembre 2023, l'équipe nomme l'ancien international brésilien Josh Reeves entraineur. L'effectif 2024 est très majoritairement composé de joueurs brésiliens (cinq renforts argentins et un joueur colombien).

## Identité visuelle

### Couleurs et maillots
En amont de la saison 2024, la franchise adopte une palette visuelle à dominante bleue et à détails jaunes, verts et blancs, en accord avec les couleurs nationales du drapeau du Brésil ; le nom complet devient par la même occasion Cobras Brasil Rugby plutôt que Cobras Brasil XV,.

### Logo

Évolution du logo
Ancien logo.
Logo de 2021 à 2022.
Logo en 2023.
Logo instauré en 2024.

## Personnalités du club

### Joueurs emblématiques
- Laurent Bourda-Couhet (en)
- Moisés Duque (en)
- Josh Reeves
- Daniel Sancery (en)
- Felipe Sancery (en)
- Caíque Silva

### Entraîneurs
- 2020 :  Fernando Portugal
- 2021-2023 :  Emilio Bergamaschi

## Parcours
| Saison | Phase régulière | Phase régulière | Phase régulière | Phase régulière | Phase régulière | Phase régulière | Phase régulière | Phase régulière | Phase régulière | Phase finale |
| Saison | Place           | MJ              | V               | N               | D               | PM              | PE              | Diff            | Pts             | Phase finale |
| ------ | --------------- | --------------- | --------------- | --------------- | --------------- | --------------- | --------------- | --------------- | --------------- | ------------ |
| 2021   | 5e              | 10              | 3               | 0               | 7               | 154             | 332             | -178            | 14              | Non qualifié |
| 2022   | 6e              | 10              | 1               | 0               | 9               | 145             | 380             | -235            | 6               | Non qualifié |
| 2023   | 7e              | 12              | 2               | 0               | 10              | 268             | 429             | -161            | 13              | Non qualifié |
| 2024   | 7e              | 12              | 2               | 0               | 10              | 226             | 425             | -199            | 11              | Non qualifié |
| 2025   | 7e              | 12              | 0               | 0               | 12              | 230             | 633             | -403            | 5               | Non qualifié |